# OMS video
OMS vídeo es una especificación de compresión de vídeo (video códec) libre de derechos de autor. Es parte del OMS (“Open Media Stack”), y es una iniciativa de Sun’s Open Media Commons para proveer una solución completa de medios de comunicación, que incluye vídeo, audio, transporte, control, y seguridad. Actualmente sigue en desarrollo.
La especificación de OMS vídeo define un vídeo decodificador y las sintaxis de flujo de bits asociadas. Está destinado para la entrega, almacenamiento y reproducción de vídeo streams. Fue anunciado el 11 de abril de 2008, y la última versión de OMS vídeo Specification es la 0.91, lanzada el 9 de junio de 2009.

## Diseño del OMS vídeo
OMS vídeo es un códec con pérdidas y libre de derechos de autor basado en H.261 “h.261 + nuevas herramientas y optimizaciones”. OMS vídeo está siendo diseñado con la metodología IPR (derechos de propiedad intelectual) de Open Media Commons. 
El desarrollo de OMS vídeo incluye análisis y desarrollo de la ingeniería para: 
• Identificar la arquitectura de codificación de vídeo y el estándar para empezar el desarrollo 
• Desarrollar un software de banco de pruebas para realizar comparaciones de calidad 
• Seguir y comparar la calidad y la capacidad de H.264
• Usar las dos medidas objetivas y subjetivas en forma continua para evaluar el rendimiento / calidad de la imagen 
• Desarrollar una herramienta de análisis de vídeo stream para proporcionar una mejor comprensión de cómo cada herramienta se comporta. 
OMS y OMS vídeo ofrecen un camino a seguir para liberar la innovación de las comunidades abiertas para superar las deficiencias de los actuales propietarios y de patentes que soportan los modelos de códec.

## Información general de la especificación OMS de compresión de vídeo
El objetivo de la especificación de compresión de vídeo OMS consiste en proporcionar un equilibrio entre el rendimiento de compresión y la complejidad de la aplicación, asegurando al mismo tiempo que las implementaciones serán libres de derechos de autor.
La especificación OMS de compresión de vídeo está dirigida para la implementación en el software en los procesadores genéricos de 32 bits. Se supone que los procesadores incluyen multiplicadores de 32-bits, y son compatibles con suficiente memoria para buffer de múltiples vídeo-fotogramas. La especificación de compresión no especifica técnicas únicas. El número de modos de codificación ha sido minimizado. Como resultado de ello, la especificación de compresión de vídeo OMS es mucho más simple que las especificaciones de compresión contemporánea.
La arquitectura de OMS vídeo se basa en la codificación del movimiento híbrido compensado con codificación de la entropía. Esta arquitectura se estableció en la década de 1970, y constituye la base para la mayoría de las soluciones de compresión de la actualidad. La especificación de compresión de vídeo se describe como un conjunto de herramientas de codificación de vídeo. Existen tres herramientas principales de codificación:
- Codificación del movimiento híbrido compensado
- Transformada espacial y codificación de cuantización lineal
- Codificación de la entropía

Cada uno de ellos incluye muchas pequeñas herramientas de codificación, que en conjunto proporcionan la funcionalidad y el rendimiento de la solución de compresión. 

## Enlaces Wikipedia (inglés)
- H.261
- vídeo_compression
- Open_Media_Commons
- Open_source_codecs_and_containers